# Формігаш
Формігаш (порт. Ilhéus das Formigas, дослівно — Острови мурах), також відомі як банка Формігаш — група безлюдних скель у складі Азорського архіпелагу (Португалія). Єдина споруда на острівцях — маяк, розташований на найбільшому острівці Форміган (порт. Formigão — дослівно Велика Мураха).

## Загальні дані
Знаходиться у північній частині Атлантичного океану. Складається із 8 маленьких скелястих островів загальною площею 0,9 га. Острівці знаходяться в 37 км на північний схід від острова Санта-Марія і 100 км на південь від острова Сан-Мігел. Височить на 11 метрів над рівнем моря.
Наприкінці XIX століття на найбільшій скелі Форміган (порт. Formigão) збудовано маяк. З 4 квітня 1988 року Формігаш має статус природного заповідника.

## Історія
Скелі Формігаш були відкриті португальськими дослідниками Діогу де Сілвішем у 1427 році (можливо) і напевно Гонсалу Велью Кабралом у 1432 році. Острівці були занедбані через одночасне відкриття сусідніх великих населених островів Азорського архіпелагу Санта-Марія та Сан-Мігель. У XVI ст. португальський хроніст Гашпар Фрутуозу повідомив про багате морське життя Формігашу.
Від їх відкриття аж до XX століття Формігаш служила як допомогою, так і перешкодою для навігації . 8 квітня 1832 року британський корабель «Zyllah» зазнав аварії на підземній скелі на «Формігасі», і наступного дня його екіпаж довелося рятувати британським торговцем Морлі. Майже через дев'яносто років, 16 червня 1921 року, грецький вантажний корабель «Olympia» сіл на мілину і зазнав аварії у Формігасі; екіпаж вижив.